# Plosjtsjad Trjoch Vokzalov (station MTsD)
Plosjtsjad Trjoch Vokzalov (Plein van de Drie Stations) is een halte aan de Aleksejevskajalijn van de MTsD dat in 1865 werd geopend. 

## Geschiedenis
De Aleksejevskajalijn werd eind jaren 50 van de 19e eeuw gebouwd om de spoorlijnen die hun eindpunt hadden in Moskouse kopstations onderling te verbinden. Aanvankelijk was het een verbinding tussen de spoorlijn naar het zuid-oosten en die naar Sint-Petersburg, later werd de lijn langs de Rigaspoorweg en Savolovskaja doorgetrokken naar station Beloroesskaja waarmee de spoorlijnen uit het westen ook waren verbonden met de stations aan de oostkant van het centrum. Het station werd tegelijk met de verbindingslijn geopend en ligt aan het zuidelijke einde van het emplacement van Kalantsjevskaja. 
In 1896 werd, in verband met de komst van de kroningstrein van tsaar Nicolaas II van Rusland, een keizerlijk paviljoen aan de westzijde van de perrons gebouwd. Het station had ten tijde van de Sovjet-Unie een eilandperron dat via een overpad bereikbaar was. Eind jaren 70, begin jaren 80 van de 20e eeuw werd het overpad opgebroken en later, nadat het al een tijdje niet was gebruikt, werd ook het eilandperron verwijderd. Vanaf het uiteenvallen van de Sovjet-Unie tot 2020 kende het station twee zijperrons. 
Tussen 2005 en 2015 werden plannen gemaakt om de halte te vervangen door een station voor de Aero-expresstreinen van en naar drie luchthavens rond Moskou.  In 2017 werd het stadsgewestelijk net (MTsD) met vijf lijnen gepresenteerd waarin het station als stopplaats voor de lijnen D2 en D4 was opgenomen.  
In 2019 werd lijn D2 geopend en om voldoende capaciteit voor lijn D4 te realiseren moest het station verbouwd worden. Hierom begon in 2020 de reconstructie van het perron en de bouw van nieuwe sporen over het Kalantsjevskiviaduct aan de zuidkant van het station. De zijperrons werden vervangen door twee overkapte eilandperrons met informatiezuilen, dynamische informatiepanelen en moderne verlichting. Onder de perrons is aan de zuidkant bij het Kalantsjevskiviaduct een nieuwe stationshal gebouwd, die op 3 juli 2022 werd geopend. 
Het oostelijke eilandperron werd op 29 mei 2021 geopend en wordt gebruikt door lijn D2. De verbouwing, inclusief de spoorlijn ten zuiden van het station, werd op 2 juni 2023 afgerond. Het station heette tot 1 augustus 2022 Kalantsjevskaja naar het gebied waar het ligt. Het voorstel om de naam te veranderen in plein van de drie stations werd voorgelegd aan het inspraakportaal "actieve burger". De meerderheid van de stemmers was voor de naamswijziging. Ondanks dat werden meerdere bezwaren tegen de nieuwe naam opgeworpen;
- Zo wordt het plein waar de drie stations liggen Komsomolskaja genoemd,
- De naam Kalantsjevskaja is al sinds de 17e eeuw de naam van het gebied en werd al 150 jaar gebruikt,
- De ombouw van de halte betekent dat er vier stations aan het plein liggen, en verder is er ook nog een station voor de hogesnelheidslijn in aanbouw, zodat de naam drie stations niet juist is.

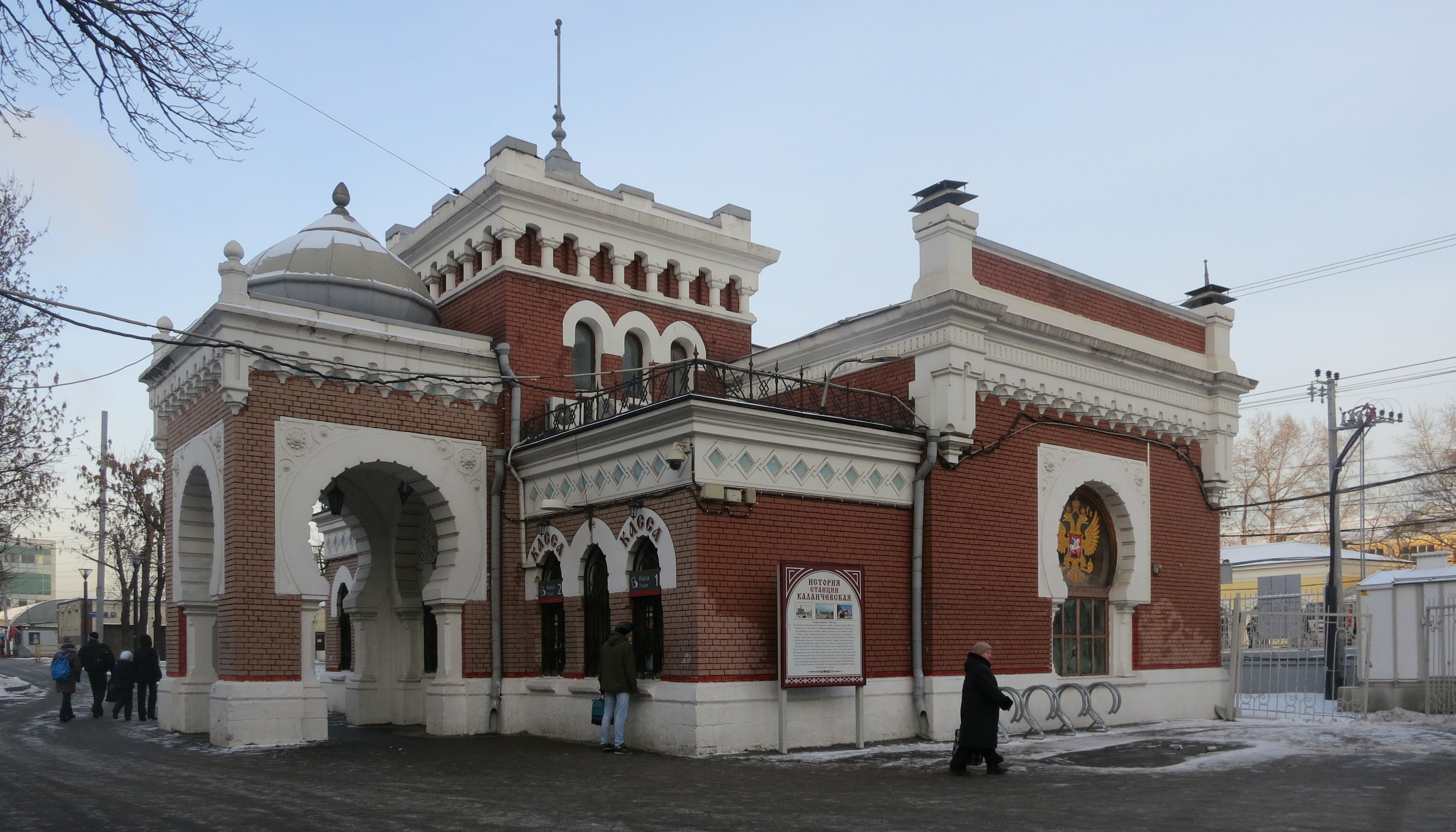
het keizerlijkpaviljoen in 2016
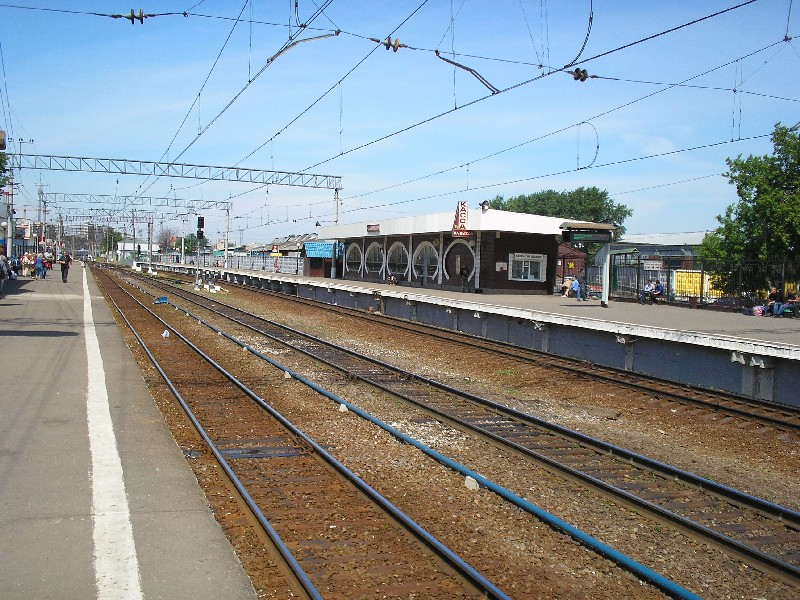
het station in 2008
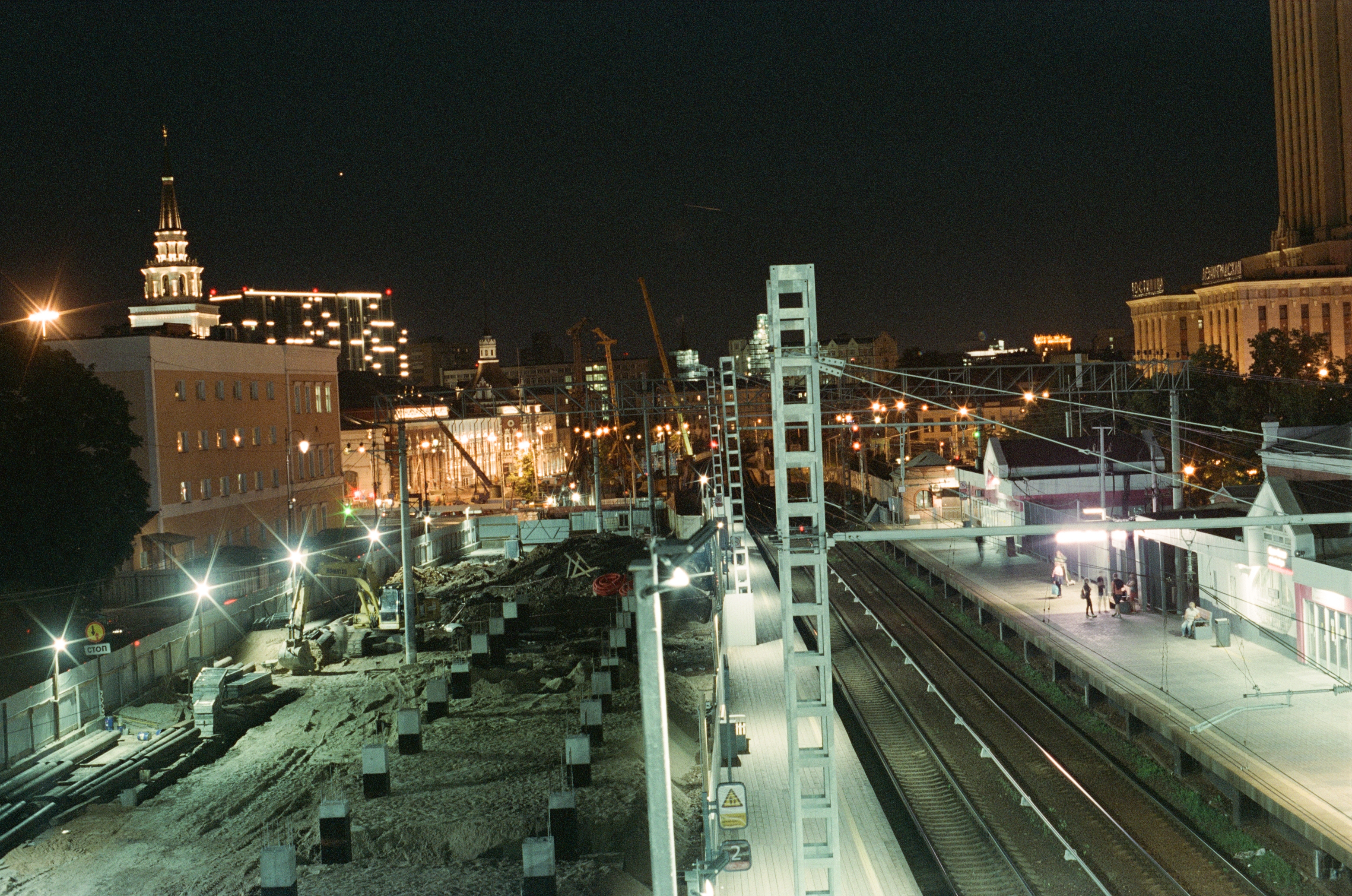
het station tijdens de ombouw in 2020

## Reizigersdienst
Het station ligt op loopafstand van het Leningradstation, het Jaroslavstation, het Kazanstation, en de  metrostations van lijn 1 en lijn 5. Voor de opening van de MTsD op 21 november 2019 stopten rechtstreekse diensten tussen de Smolenskspoorlijn en de Koerskspoorlijn bij het station. In plaats daarvan kwam lijn D2 tussen de Rigaspoorlijn en de Koerskspoorlijn en in 2023 lijn D4 tussen de Smolenskspoorlijn en de Gorkispoorlijn.
Vanaf het station zijn er rechtstreekse diensten naar de voorsteden:
- Naar het noordwesten over de Rigaspoorlijn naar Volokolamsk en sneltreinen naar Sjachovskaja via Roemjantsevo.
- Naar het zuiden over de Koerskspoorlijn naar Toela en sneltreinen van/naar Serpoechov.